# Takataya Kahei

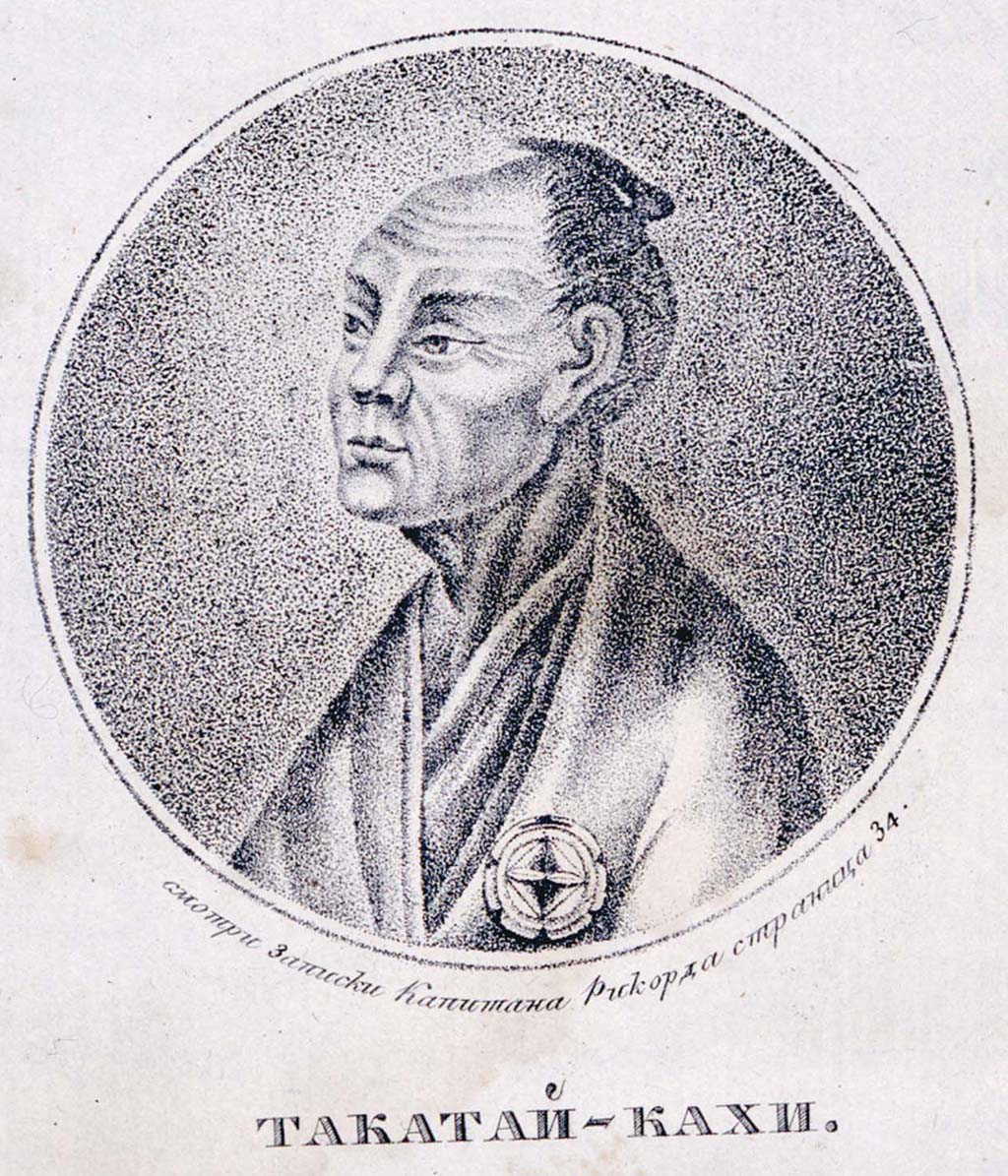
Takataya Kahei

Takataya Kahei (japanisch 高田屋 嘉兵衛; geboren 7. Februar 1769 auf Awaji-shima (Provinz Awaji); gestorben 30. April 1827 daselbst) war ein japanischer Reeder und später Händler auf Ezo, dem heutigen Hokkaidō.

## Leben und Werk
Takataya Kahei ging 1790 nach Hyōgo und wurde Matrose auf einem Handelsschiff. Ab 1792 konnte er ein Schiff betreiben und transportierte Waren nach Nagasaki und Shimonoseki. 1797 wurde er Schiffsführer bei Izumiya Ibe (和泉屋 伊兵衛), ließ sich die Shin’etsu-maru (辰悦丸), ein Schiff mit 1500 Koku Ladefähigkeit bauen, und machte sich damit selbstständig. Er spezialisierte sich auf den Transport von Kleidung, Tabak und Salz nach Nordwestjapan. Als das Shogunat 1799 beschloss, Etorofu, die größte der Hokkeidō-nahen Kurilen-Inseln, zu erforschen, schickte es Takataya dorthin. In der Hoffnung, die alleinigen Handelsrechte für Ezo-Produkte zu erhalten, bot Takataya seine Hilfe an, den vom Shogunat gesandten Kondō Jūzō auf dessen Mission zu unterstützen.

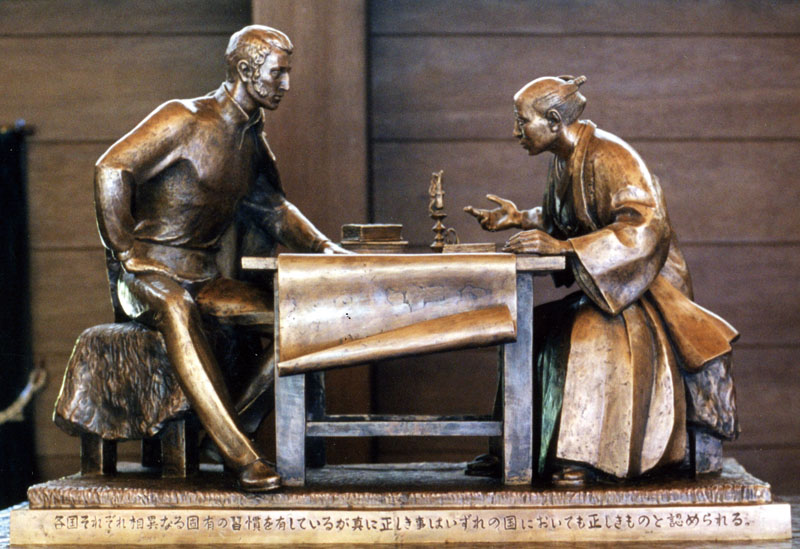
Takaya und Ricord

Takataya baute ein florierendes Unternehmen zwischen Ezo und Japan auf. Dann kam es zu einem Zwischenfall: 1812 wurde Takataya mit vier Leuten seiner Mannschaft von einem russischen Schiff gefangen genommen. Das war eine Vergeltungsmaßnahme für die Festnahme des russischen Marineoffiziers Wassili Michailowitsch Golownin ein Jahr zuvor. Takataya wurde nach Kamtschatka gebracht, wo u. a. Ricord mit ihm Gespräche führte. Takataya konnte dann die Russen dazu bringen, ihn freizulassen, sodass er 1813 heimkehren konnte. Er erreichte nun, dass auch Golownin in die Heimat zurückkehren konnte.
1818 übergab Takataya sein Unternehmen seinem jüngeren Bruder Kimbei (金兵衛), ging zurück in seine Heimat Awajima, wirkte und starb auch dort.
In Sumoto auf der Insel gibt es den „Taktataya-Kahei-Park“ (高田屋嘉兵衛公園). Dort sind Takataya und Golownin miteinander auf einem Denkmal zu sehen.